# Theodor-Schneller-Schule
Die Theodor-Schneller-Schule ist eine Bildungseinrichtung in Jordanien. Sie führt die Arbeit des im Jahr 1860 erbauten „Syrischen Waisenhauses“ in Jerusalem fort. Die Schule wird vom Evangelischen Verein für die Schneller-Schulen (EVS) e.V. aus Deutschland unterstützt.

## Geschichte

### 1860 bis 1940: Syrisches Waisenhaus in Jerusalem
Der in Württemberg geborene deutsche Pfarrer Johann Ludwig Schneller gründete 1860 das Syrische Waisenhaus in Jerusalem. Unter Leitung der Familie Schneller entwickelte und erweiterte sich das Waisenhaus, welches Generationen von Schülern Betreuung, Bildung und Berufsausbildung bot, weiter. Um 1900 war das Gebiet des Syrischen Waisenhauses der größte zusammenhängende Baukomplex außerhalb der ummauerten Altstadt von Jerusalem. Das Waisenhaus überlebte den Ersten Weltkrieg und setzte danach seinen Dienst bis zum Beginn des Zweiten Weltkrieges fort. Pfarrer Hermann Schneller, der Enkel des Gründers und damalige Direktor der Einrichtung, wurde bei Kriegsbeginn von der britischen Mandatsregierung nach Australien deportiert. Sämtliche Besitztümer des früheren Syrischen Waisenhauses in Palästina wurden 1948 enteignet, weil sie deutschen Staatsbürgern gehörten.
Das Waisenhaus wurde an verschiedene Orte verlegt. So wurden Bethlehem und Nazareth in Palästina wie auch Chimlan und Zahlé im Libanon jeweils für kurze Zeit zu neuen Standorten. 1951 kehrte Hermann Schneller aus dem Exil zurück und suchte einen neuen Standort im Libanon. Ende 1952 konnte er mit den verbliebenen Kindern in das neu eröffnete Waisenhaus in Khirbet Qanafar, in der West Bekaa Ebene einziehen. Zunächst wurde die Einrichtung noch unter der ursprünglichen Bezeichnung „Syrisches Waisenhaus“ geführt, dann wurde ihr mit „Johann-Ludwig-Schneller-Schule“ ein neuer Name gegeben.

### 1959 bis heute: Schneller Schule in Jordanien
Ernst Schneller, der 1949 die Leitung des Evangelischen Vereins für das Syrische Waisenhaus in Köln von seinem Onkel Ludwig Schneller übernahm, gehörte zu den Initiatoren der Theodor-Schneller-Schule (TSS) die im Jahr 1959 im jordanischen Amman gegründet wurde. Dazu ging er von Köln nach Amman. Die Schule erhielt ihren Namen in Erinnerung an Theodor Schneller, den ältesten Sohn des Lehrers und Missionars Johann Ludwig Schneller, der die Leitung des Syrischen Waisenhauses nach dem Tod von Johann Ludwig Schneller im Jahr 1885 übernahm.  Um zu vermeiden, dass sich eine Enteignung wiederholte, wurde die neu gegründete Schule auf die einheimische Episkopalkirche von Jerusalem und dem Nahen Osten eingetragen.  Im Laufe der 1980er und 90er Jahre wurde die administrative und inhaltliche Verantwortung für die Einrichtung dieser Kirche übertragen. Der Evangelische Verein für die Schneller-Schulen hat jedoch bis heute zwei Sitze in den örtlichen Verwaltungsgremien. Die Schule wird aktuell von Khaled Freij geleitet.

## Aufgaben

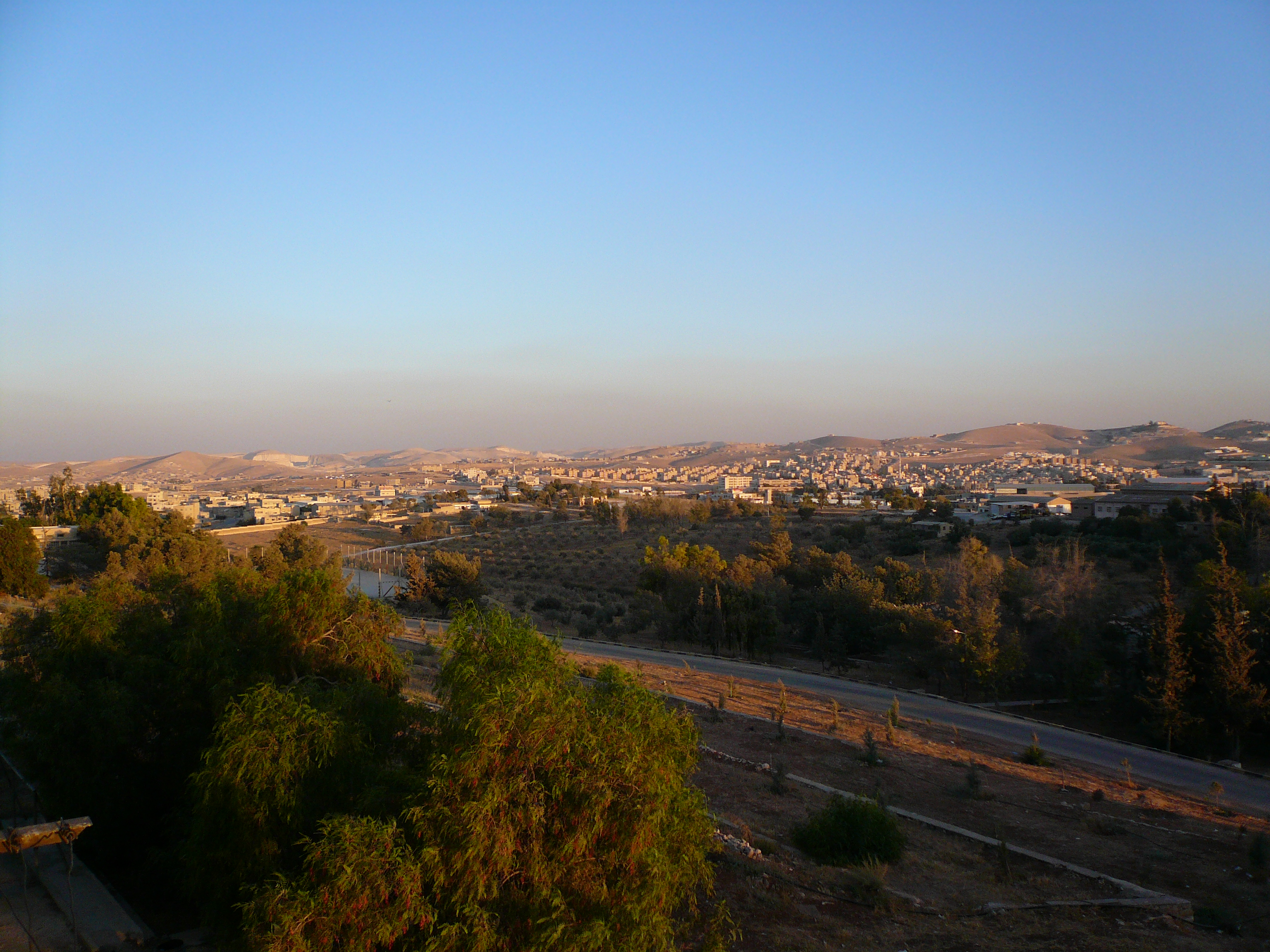
Blick auf die Olivenbäume

Ziel der Theodor-Schneller-Schule ist es, benachteiligten Kindern ein gesundes Aufwachsen zu ermöglichen – ungeachtet ihrer Herkunft, Nationalität, Religionszugehörigkeit oder ihres Geschlechts. Das Motto lautet „Erziehung zum Frieden“. Dieses Konzept ist in der Region einzigartig. Die Schule besuchten im Schuljahr 2018/19 insgesamt 256 Schüler und 47 Jugendliche machten eine Ausbildung. Im Internat lebten 63 Jungen und 17 Mädchen und im Kindergarten waren 14 Jungen und 10 Mädchen angemeldet. Im Zusammenleben lernen die Kinder christlicher und muslimischer Herkunft was es heißt, sich zu respektieren und in Frieden zusammenzuleben. So werden auch die verschiedenen religiösen Feste gemeinsam gefeiert.
Die Schule geht bis zur Mittleren Reife. Danach kann ein Teil der Schüler in eine der Lehrwerkstätten übernommen werden. Es gibt staatlich anerkannte Ausbildungsplätze in der Schreinerei, der Schlosserei und der Kfz-Werkstatt. Neuer sind die Ausbildungsbereiche Gastgewerbe, Frisör, Kosmetik und Mechatronik.

## Gelände

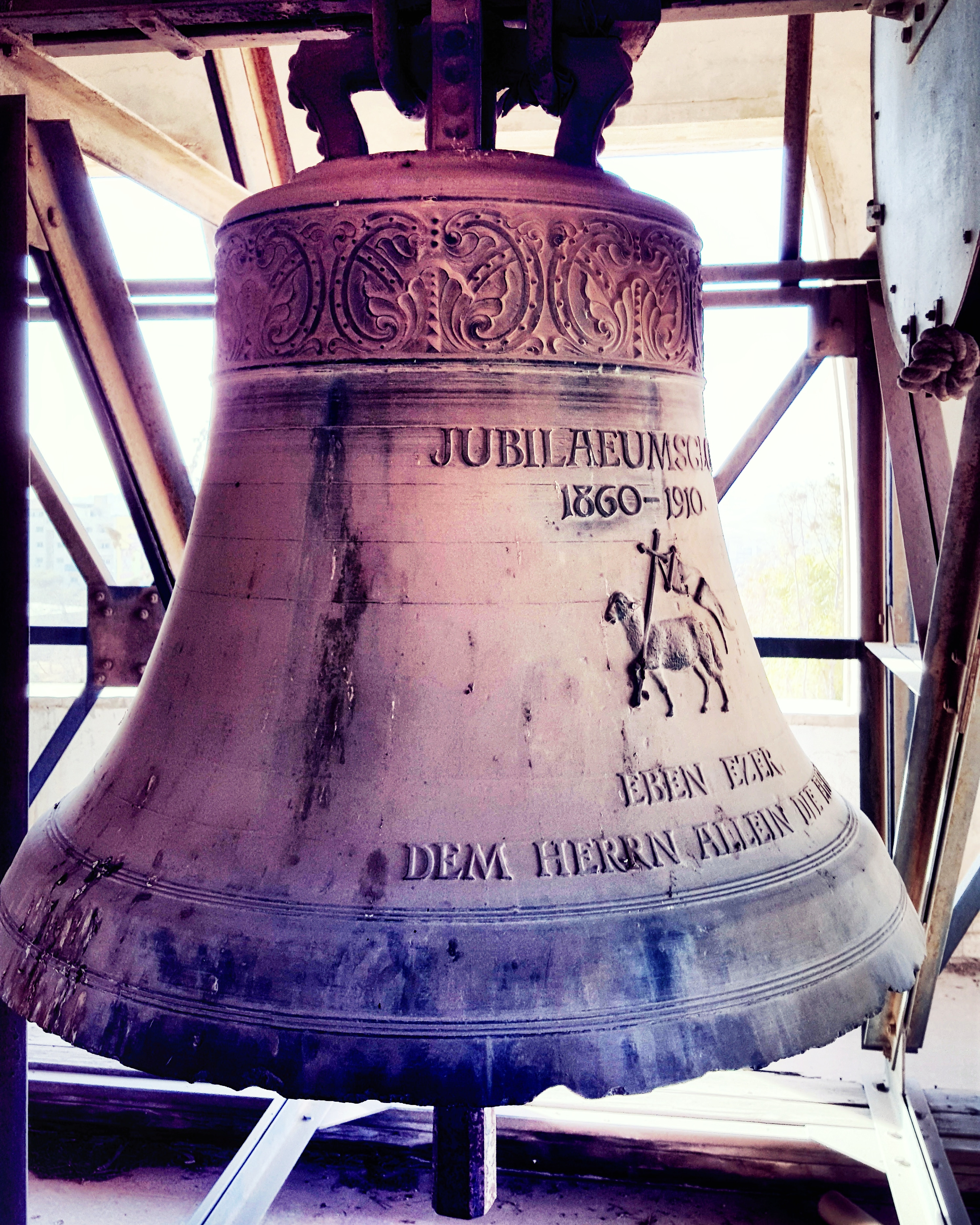
Christuskirche: Eine der aus Jerusalem überführten Glocken von 1910

Nur ein kleiner Teil des Geländes ist bebaut. Neben den Internatsgebäuden, der Schule und den Werkstätten gibt es die Christuskirche, einen Fußballplatz, ein Schwimmbad, ein Gästehaus, einen Spielplatz und verschiedene Häuser für Mitarbeiter. Der Anbau von Olivenbäumen wurde in den letzten Jahren ausgeweitet. In die Christuskirche wurde das mobile Inventar (Gestühl, Buntglasfenster, Glocken, weitere Ausstattung) aus der nach dem Brand 1910 neu eingerichteten Anstaltskirche des Syrischen Waisenhauses in Jerusalem eingebaut. Das Inventar konnte 1951 aus West-Jerusalem überführt werden nach Absprachen mit Zahal, die das Waisenhaus 1948 vom Militär der britischen Mandatsmacht übernommen hatte. 2023 wurde die von Helmut Bornefeld konzipierte Weigle-Orgel der abgerissenen evangelischen Johanneskirche Wendlingen am Neckar hierher umgesetzt.
Die TSS hat ein Gästehaus mit 50 Betten in einfachen Einzel-, Doppel- und Dreibettzimmern. Die Schule empfängt Tagesgruppen und bietet Führungen auf dem Gelände an.

## Evangelischer Verein für die Schneller-Schulen e.V.
Der Evangelische Verein für die Schneller-Schulen e.V. (EVS) unterstützt und begleitet die Arbeit der Theodor-Schneller-Schule in Jordanien.
Erziehung zum Frieden im Nahen Osten ist eine Idee, die Johann Ludwig Schneller schon 1860 mit der Gründung des Syrischen Waisenhauses umsetzte. Er gab Waisenkindern und Kindern aus armen Familien ungeachtet ihrer Religion ein Zuhause, ermöglichte ihnen eine Schul- und Berufsausbildung und bot ihnen so die Chance auf ein eigenständiges Leben. Diese Idee zu unterstützen, darin sieht der EVS auch heute noch seine besondere Aufgabe.
Neben dem Bemühen um Spenden für die beiden Schneller-Schulen in Jordanien und dem Libanon, informiert der Verein bei Veranstaltungen und in seinen Publikationen, insbesondere im Schneller-Magazin, das vier Mal im Jahr erscheint, über Kirchen und Christen im Nahen Osten.
Bis 1994 hieß der EVS Verein für das Syrische Waisenhaus. Dieser Verein für das Syrische Waisenhaus wurde von Ludwig Schneller mit Sitz in Köln ins Leben gerufen, um die Einrichtungen zu begleiten und zu fördern. Der EVS ist ein Gründungsmitglied der Evangelischen Mission in Solidarität – Gemeinschaft evangelischer Kirchen und Missionen und versteht seine Arbeit als Teil der weltweiten ökumenischen Beziehungen in der EMS-Gemeinschaft. Er arbeitet partnerschaftlich mit den Trägerkirchen der Schneller-Schulen zusammen, die beide Mitgliedskirchen der EMS sind.